# Monte Passel
El monte Passel es una montaña en la Antártida. La misma se encuentra ubicada a 7 km al norte de las montañas Swanson en las cordilleras Ford, Tierra de Marie Byrd. Fue descubierta en diciembre de 1940 por miembros del grupo geológico del United States Antarctic Service (USAS) que visitaban la zona, y fue nombrada en honor de Charles Passel, geólogo y operador de radio del grupo.